# Рязано-Уральська залізниця
Рязано-Уральська залізниця (рос. Рязано-Уральская железная дорога, також правильно Рязансько-Уральська, абревіатура — Р. У.ж.д.) — одна з найбільших залізниць, що існували в Росії на рубежі XIX і XX сторіч.
Назва дороги походить від її крайніх пунктів: Рязані на півночі і Уральська на сході.
Першою ланкою доріг, що склали Р.У.ж.д,. стала Рязансько-Козловська залізниця, побудована за ініціативи російського підприємця П. Г. Фон-Дервіза 4 вересня 1866 року (за старим стилем). Потім до цієї дільниці були прибудовані інші лінії та гілки: Тамбово-Козловська залізниця (відкриття руху 22 грудня 1869 року за старим стилем); Тамбово-Саратовська залізниця (відкриття руху на ділянці Тамбов — Умьот 9 серпня 1870 року, на ділянці Умьот — Аткарськ 14 січня 1871 року, на ділянці Аткарськ — Саратов 4 липня 1871 року); Бековська гілка (22 лютого 1874 року); гілки Раненбург — Данков і Астапово — Лебедянь (17 листопада 1890 року).
Першими локомотивами, що надійшли на залізницю в 1866 році, були паровози типу 0-3-0, вироблені заводами Борзіг у Німеччині.
У 1891 році товариство Рязансько-Козловської залізниці виступає з ініціативою об'єднання всіх перерахованих ліній у єдине товариство «Рязансько-Уральської дороги» і спорудження нових залізничних доріг: від Рассказова до Камишина, від Лебедяні до Єльця, від Покровської Слободи до Уральська, від Богоявленська до Сосновки, гілок до населених пунктів Власюк, Петровськ, Сербодськ, Баланда, Миколаївськ, Александров Гай. А також пропонує створити пароплавну флотилію на річці Урал. 11 січня 1892 року такий дозвіл було отримано. Також товариство мало право на будівництво ліній від Раненбург до Павельця з гілкою на Астапово і від Пензи до Таволжанки.
У 1897 році товариство Рязано-Уральської залізниці отримує дозвіл на будівництво лінії від станції Данков до Смоленська, а також від Павельця до Москви. У 1898 році товариству дозволено будувати гілку від Іноковки до села Інжавіна і прокласти другу колію на ділянці Москва — Кашира.
Ще в 1881 році висувався на обговорення проєкт спорудження лінії від Покровської Слободи до Ельтона, призначеної головним чином для вивезення солі. Проєкт не був здійснений, але породив інші численні проєкти. Один з таких проєктів був прийнятий до виконання 26 квітня 1903 року: від станції Красний Кут (гілка Урбах — Александров Гай) дорога будувалася через Верхній Баскунчак до Астрахані. Рух відкрито на дільниці Красний Кут — Бузань-пристань — 9 липня 1907, на ділянці Бузань — Астрахань — 15 грудня 1909.